# 酒井大輔 (空手家)
酒井 大輔（さかい だいすけ）は、新潟県出身の空手家。

## 経歴
小池小、小池中を経て、新潟県立吉田高等学校、国士舘大学卒業。
燕真空手塾出身。
高校時代は全国高校総合体育大会（国体）などで好成績を残し、学生時代は全日本大学空手道選手権大会で優勝。
また、第57回全国空手道選手権大会の組手で優勝、全日本空手道選手権で入賞するなど活躍。